# 6607 Matsushima
6607 Matsushima eller 1991 UL2 är en asteroid i huvudbältet som upptäcktes den 29 oktober 1991 av de båda japanska astronomerna Kazuro Watanabe och Kin Endate vid Kitami-observatoriet. Den är uppkallad efter den japanska astronomen Kōichi Matsushima.
Asteroiden har en diameter på ungefär 7 kilometer.